# 마르키

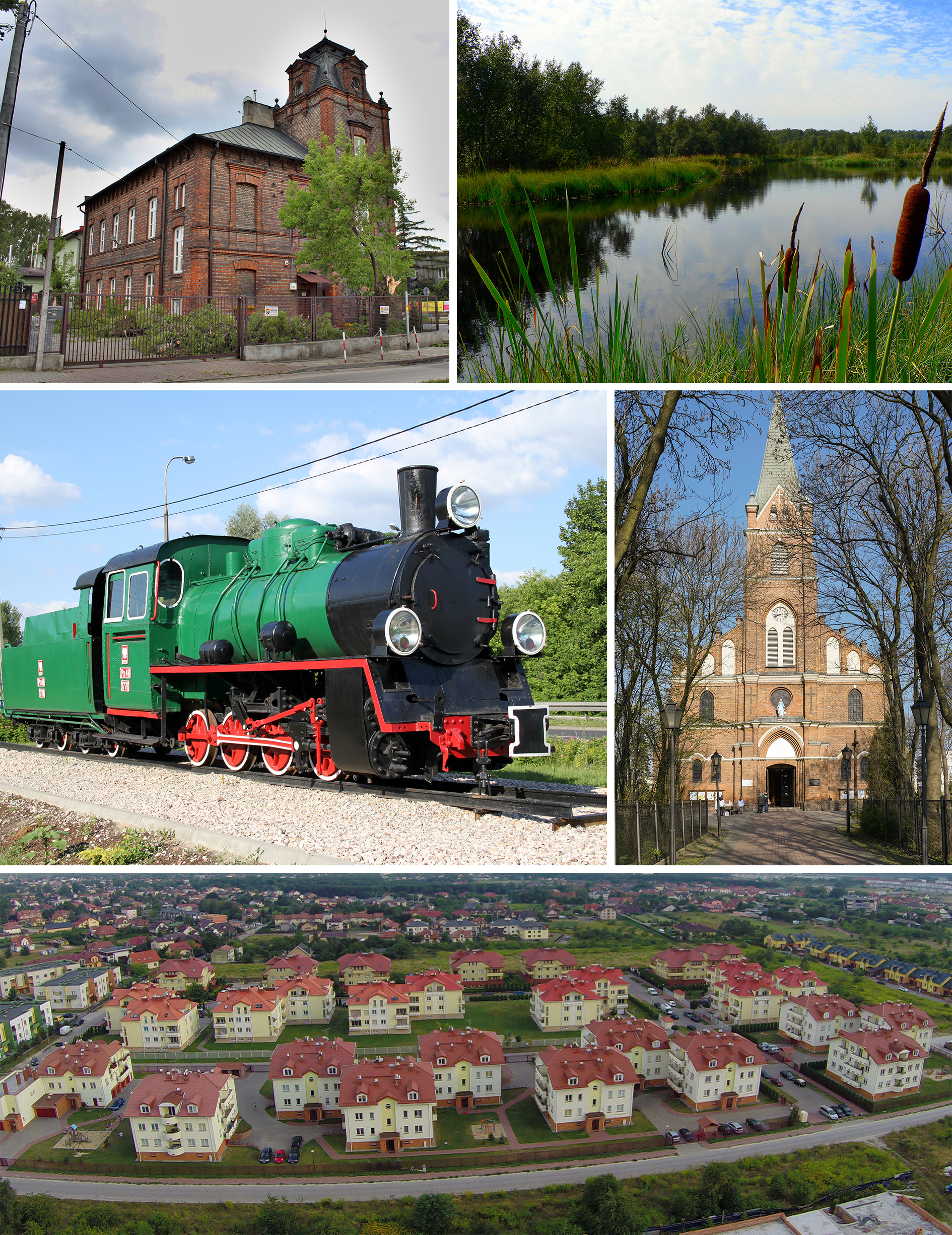
마르키

마르키(Marki)는 폴란드 마조프셰주의 도시이다. 폴란드 중앙에 위치하고 있으며, 바르샤바 북동쪽에 위치한다.